# Літературно-меморіальний музей Михайла Булгакова
Літературно-меморіальний музей Михайла Булгакова (неофіційна назва — Дім Листовничого) — філія Музею історії Києва, присвячена життю та творчості російського письменника Михайла Булгакова та його роману «Біла гвардія».

## Будинок

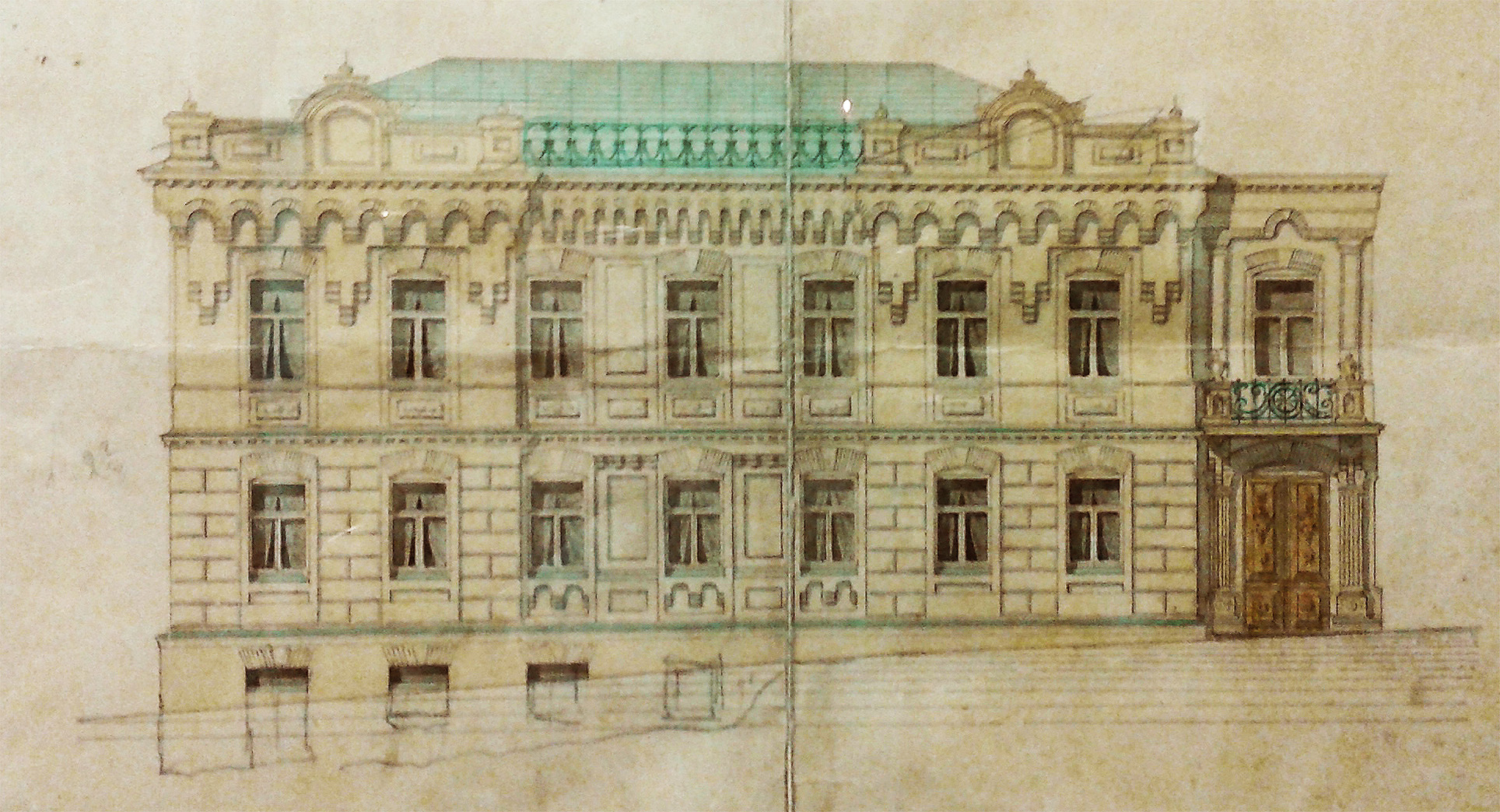
Креслення фасаду будинка, ХІХ ст.

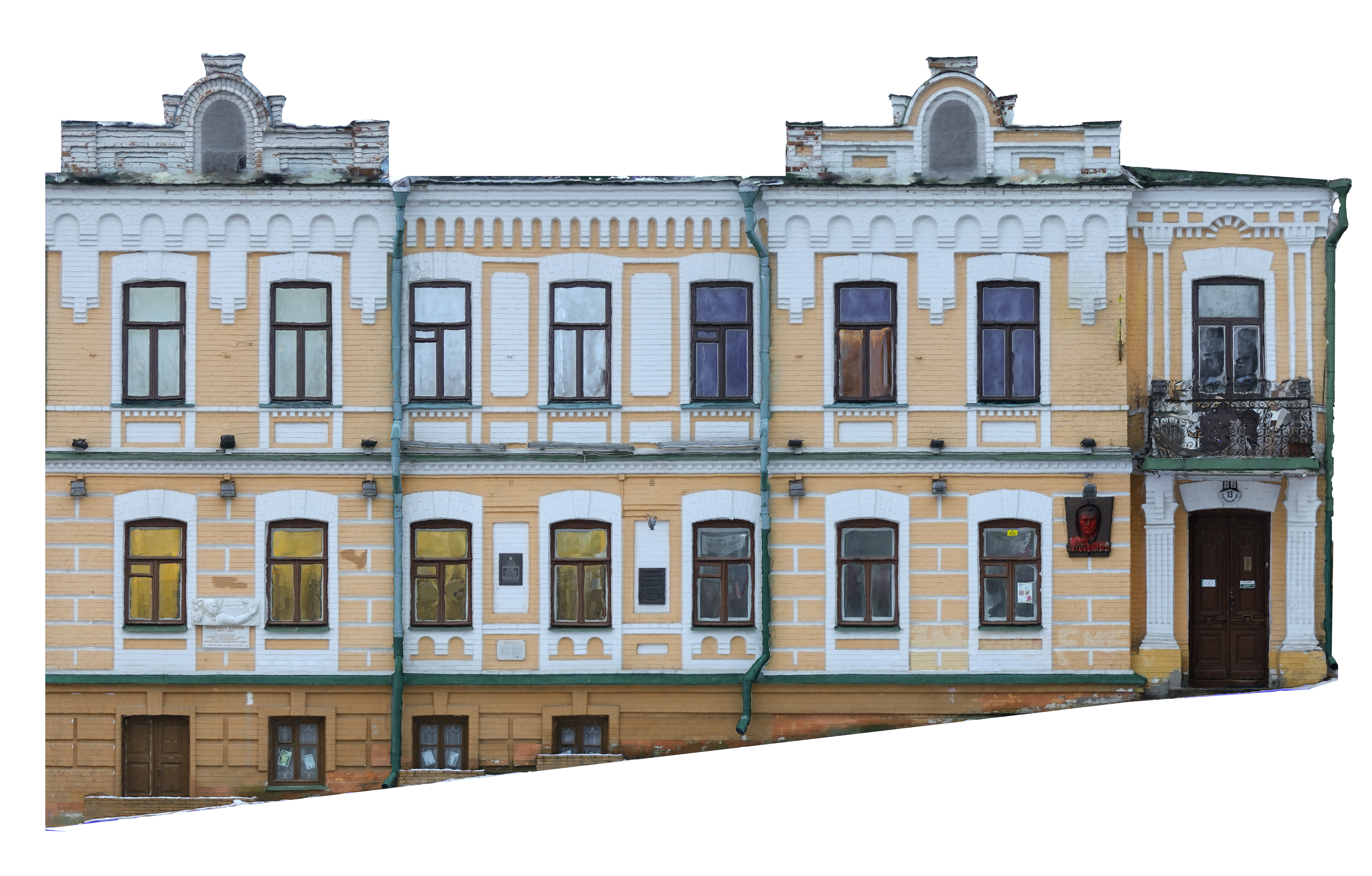
Ортофотопроекція чільного фасаду прибуткового будинку на Андріївському узвозі в Києві 1888 р.,яким з 1909. р. володів В. Листовничий

Музей займає садибу, що розташована на Андріївському узвозі, 13 в місті Києві.
Будинок, зведений 1888 року на замовлення і кошти дружини київського купця 2-ї гільдії Віри  Літошенко за проєктом відомого київського архітектора Миколи Горденіна. На початку ХХ століття маєток належав купцю Захару Мировичу — представнику давнього українського козацького роду, почесному громадянину Києва, котрий крім цього будинку володів ще трьома сусідніми будівлями, які в комплексі утворювали садибу, але домовласник там не жив.
У 1906—1922 роках на другому поверсі мешкала родина професора Київської духовної академії Опанаса Івановича Булгакова. 1909 року садиба перейшла у власність цивільного інженера Василя Листовничого, який був головним архітектором Київського військового округу. «Ми купували будинок разом з мешканцями» — згадувала дочка Листовничого. Родина нового господаря оселилася на першому поверсі, а частину кімнат, як і попередній власник, здавала в оренду родині Булгакових. У садибі тимчасово мешкав Михайло Булгаков із дружиною та мав свою лікарську практику. У російській культурній традиції називається домом Булгакова, або за іменем родини головних героїв булгаковського роману «Біла гвардія» — домом Турбіних.

## Створення музею
Помітну роль у створенні музею Булгакова у Києві відіграв Анатолій Кончаковський. Він же першим отримав посаду директора музею. Кончаковський збирав речі, що мали стосунок до родини Булгакова та їхньої історичної доби. В його колекції були світлини Булгакових, столові дрібнички, книжки.
У 1989 році Київський виконком ухвалив рішення про створення Літературно-меморіального музею Михайла Булгакова. Два роки тривали реставраційні роботи (проєкт — Ірини Малакової.) Офіційна дата початку роботи музею — 15 травня 1991 р.

## Експозиція

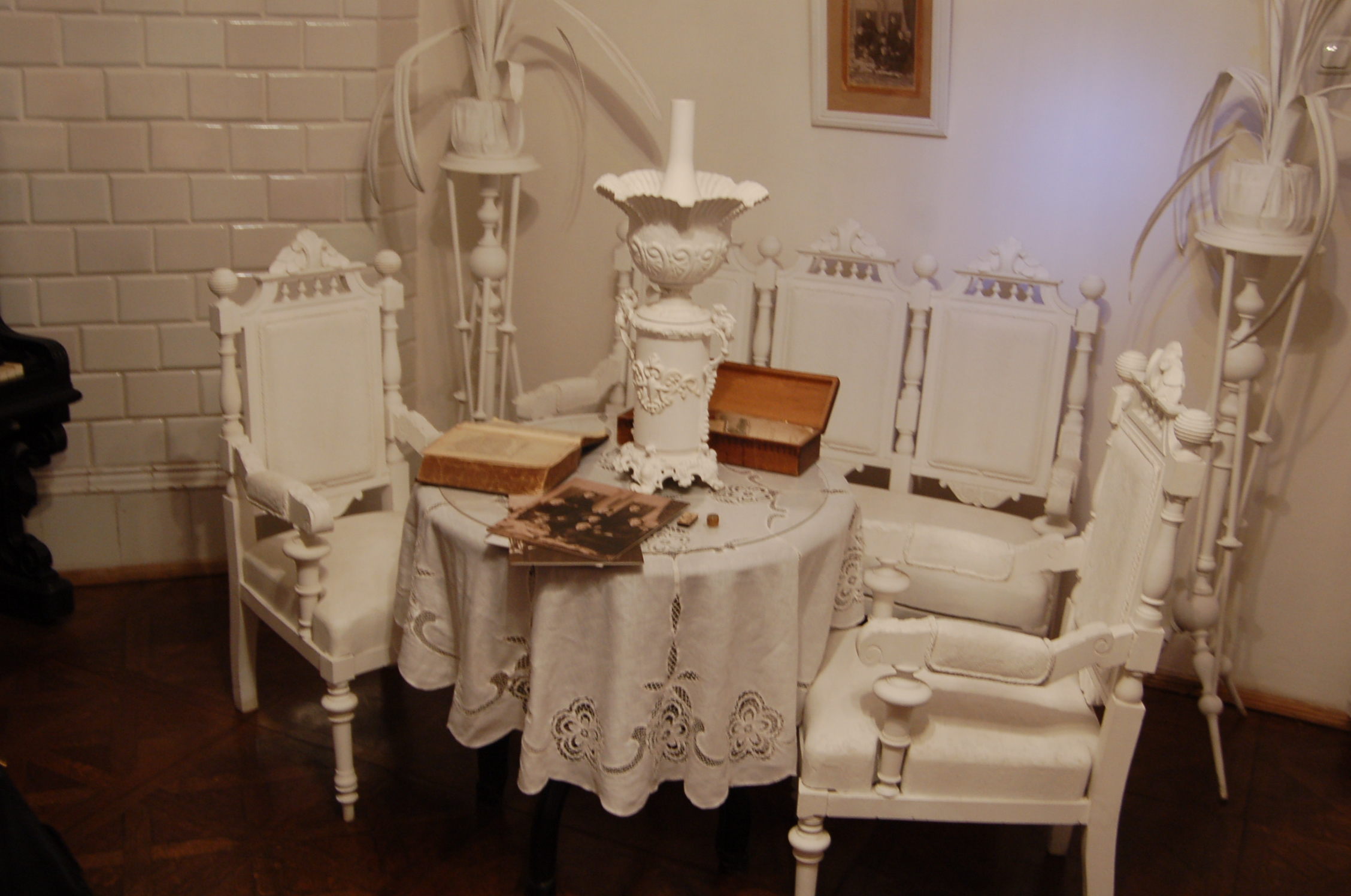
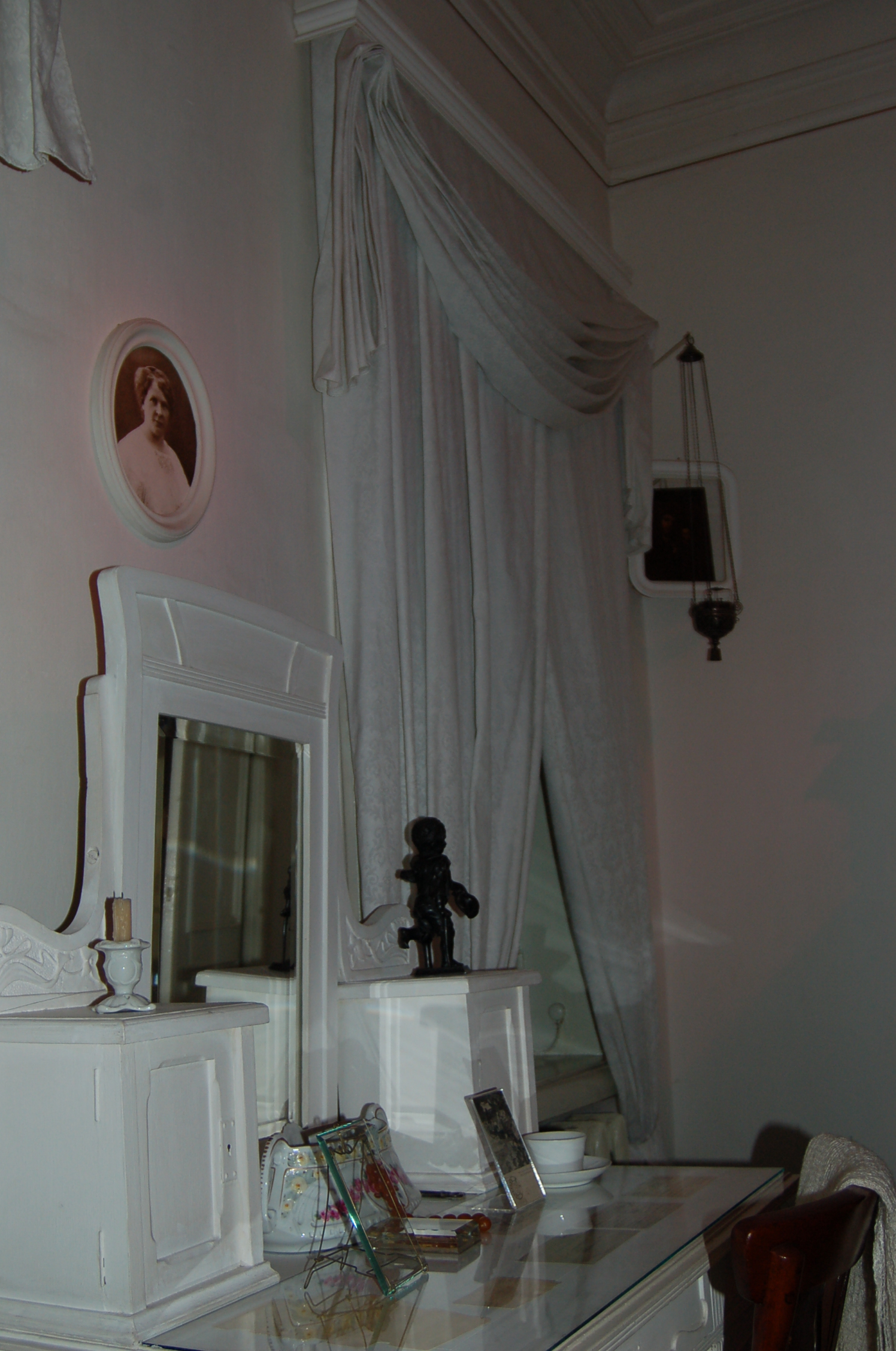
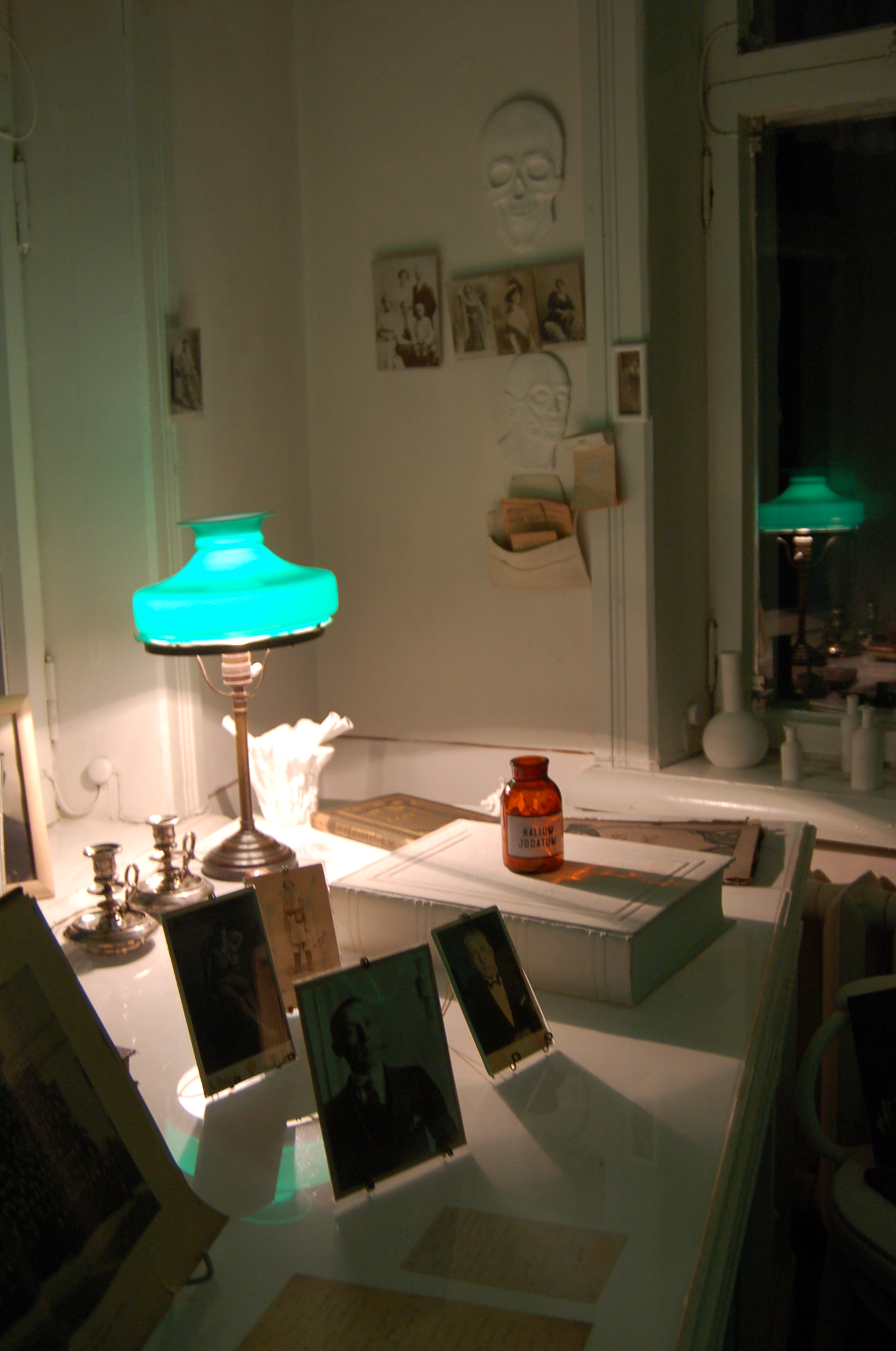
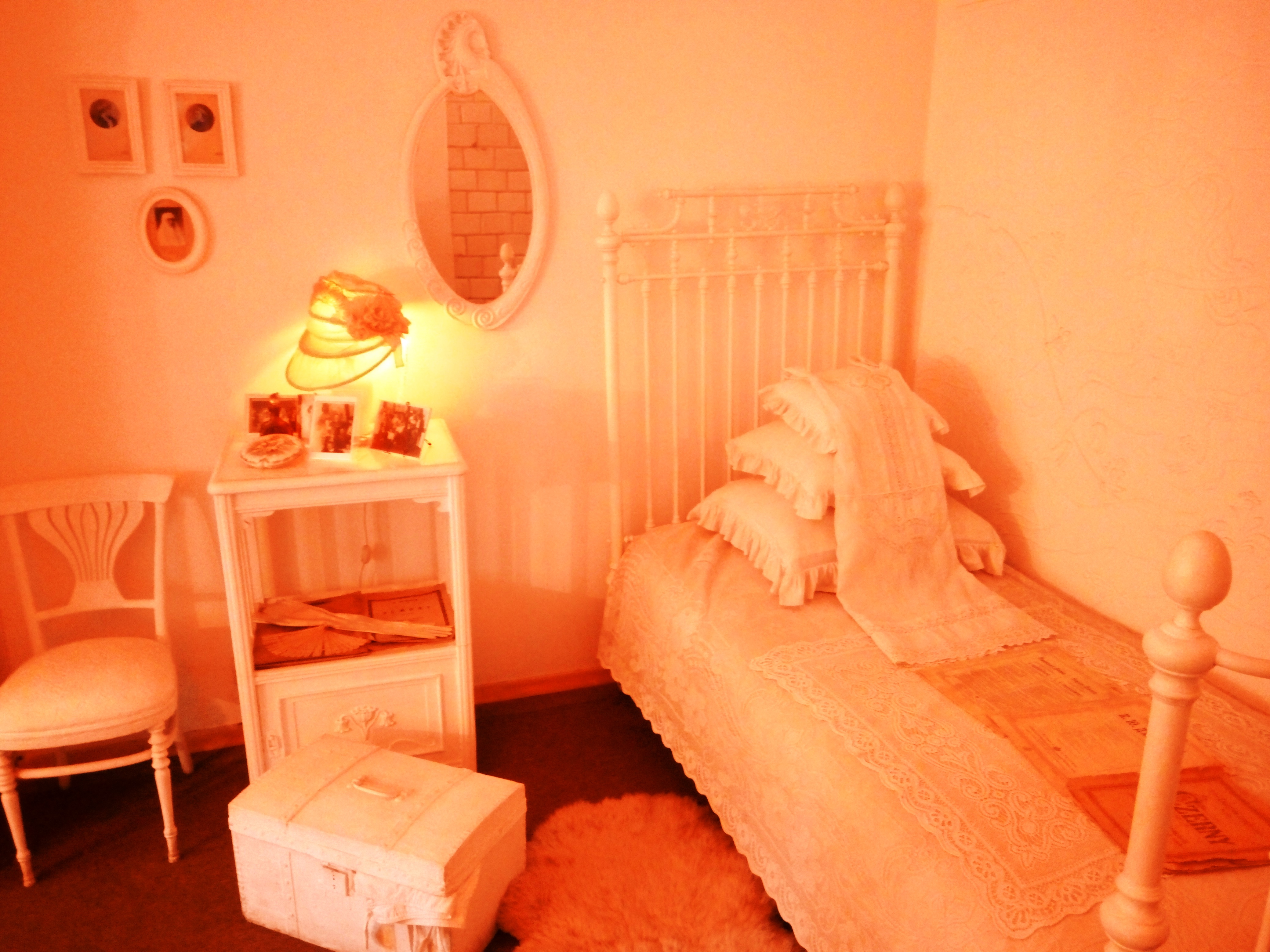
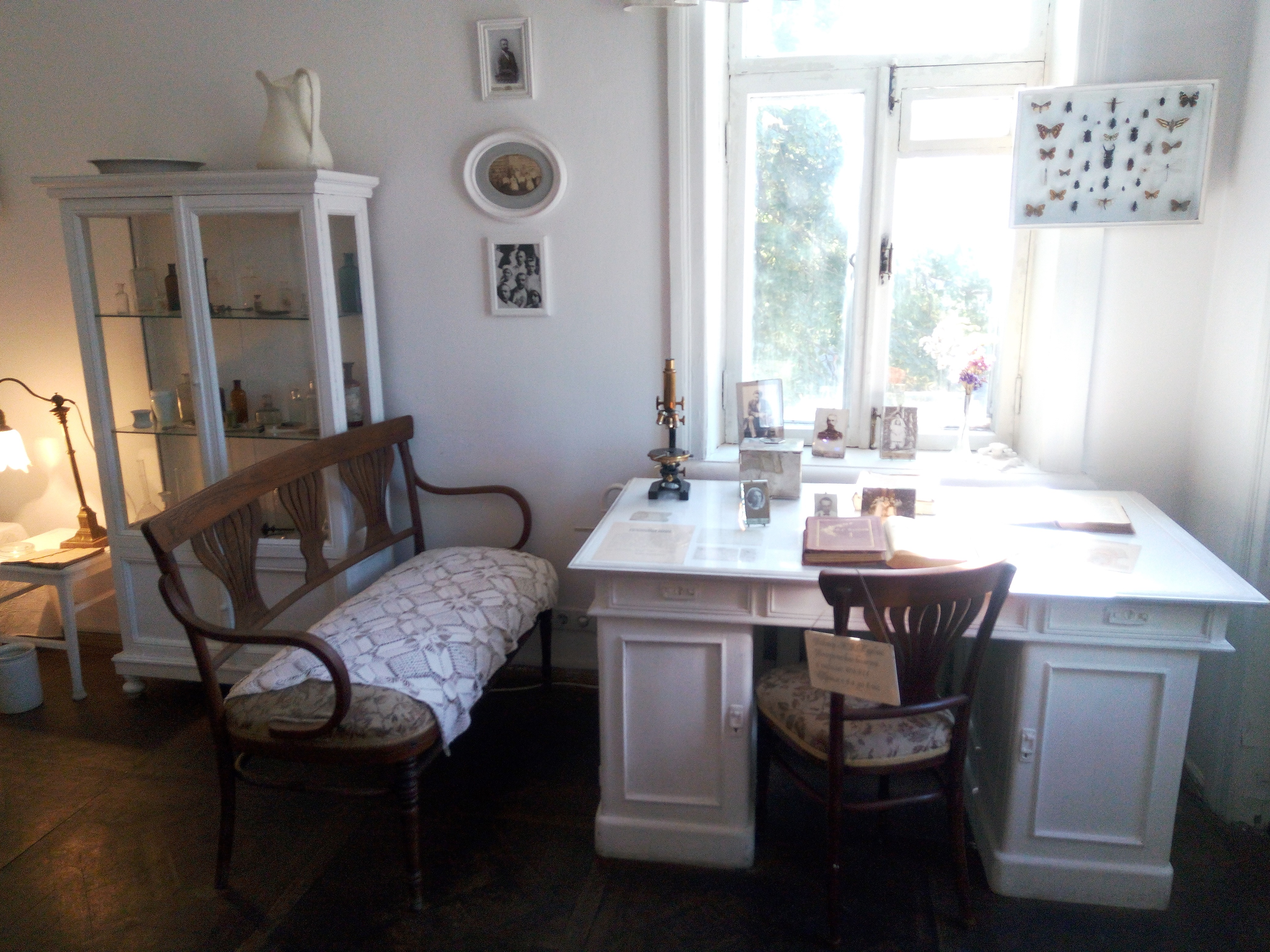
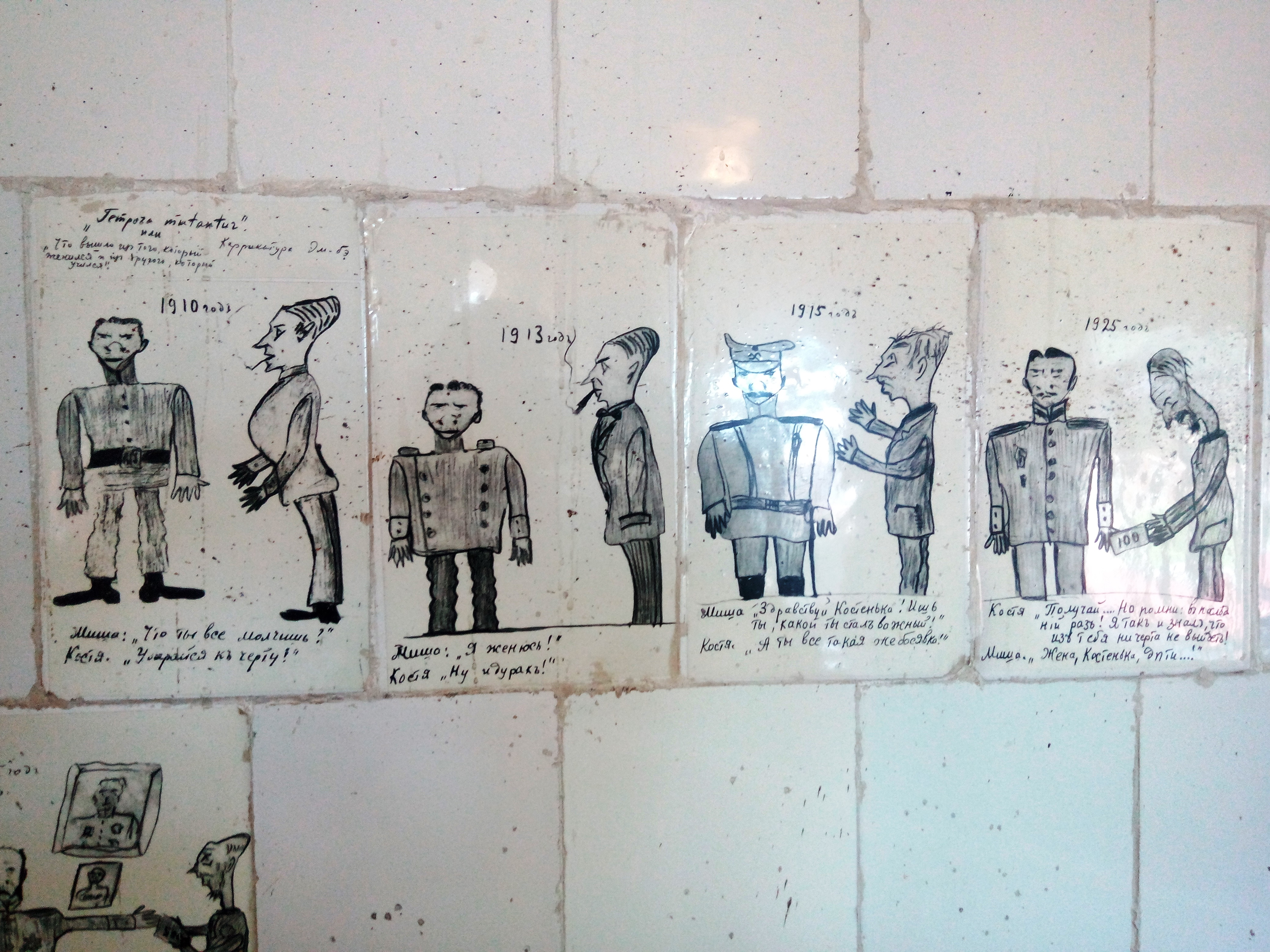
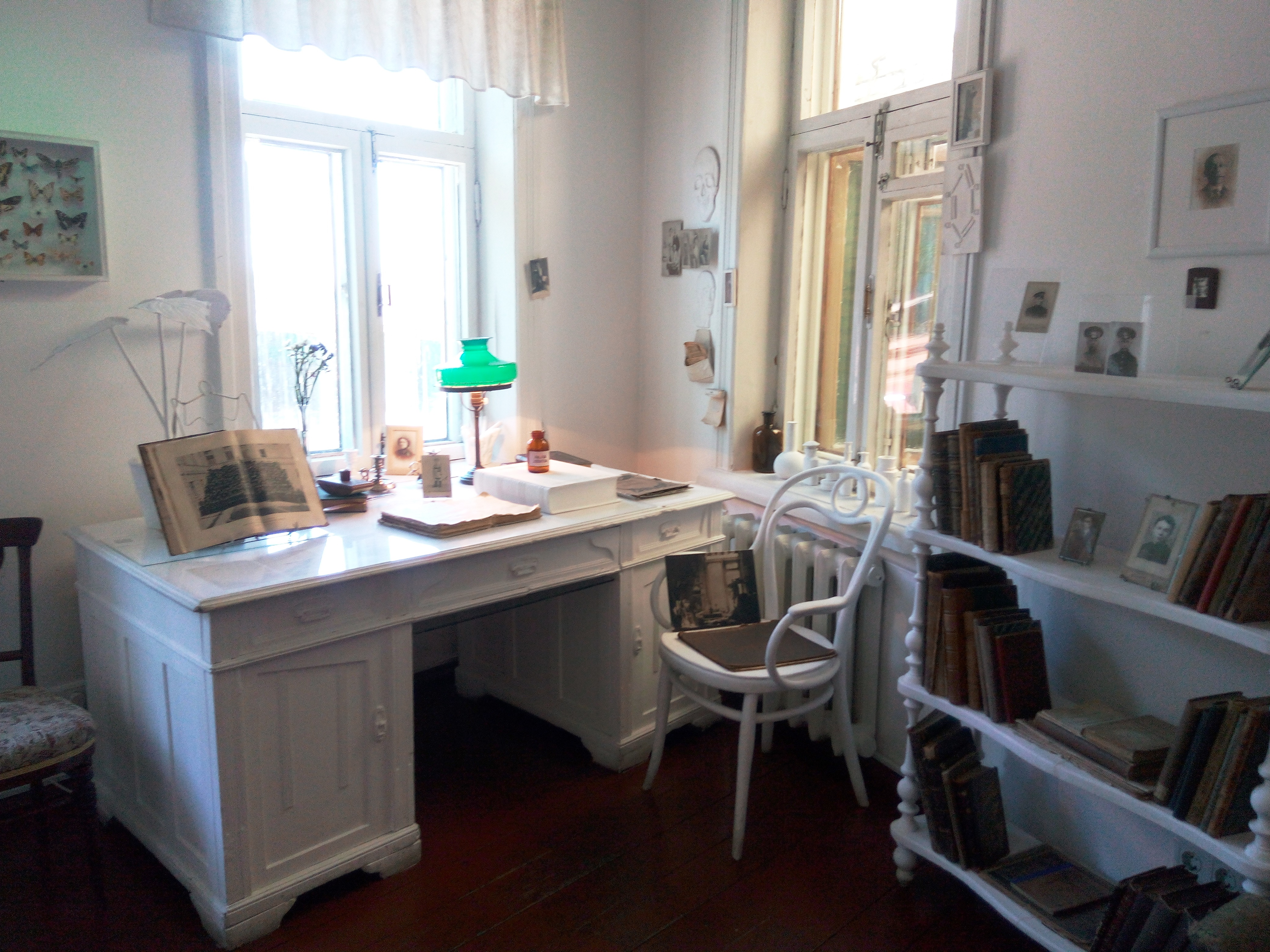
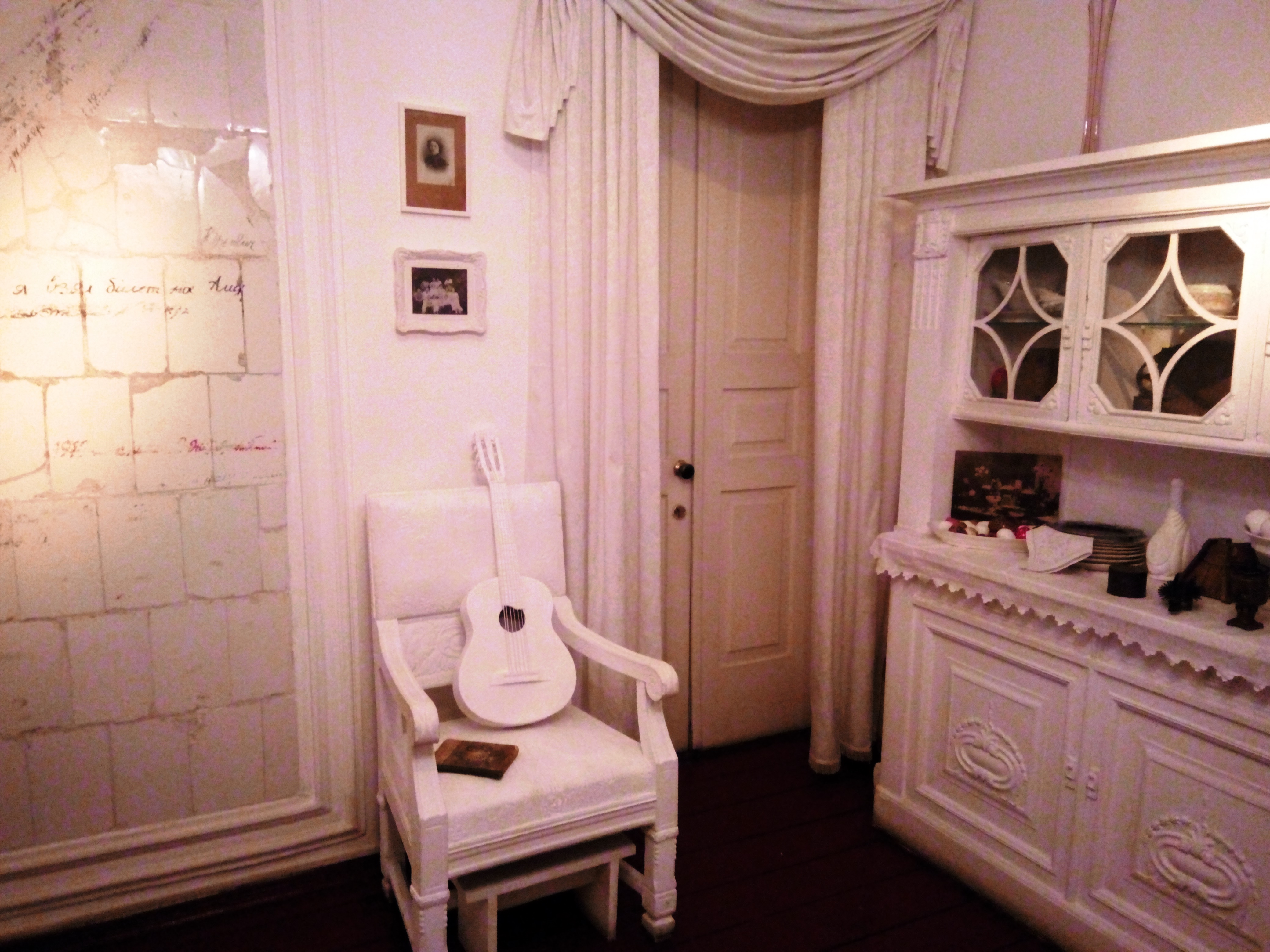

Основна експозиція музею знаходиться на другому поверсі будинку. Експозиція включає понад 3000 експонатів, з яких лише близько 500 пов'язані з Булгаковим. Вигляд експозиції натхненний романом Булгакова «Біла гвардія». Роман присвячений родині білогвардійців, великодержавних шовіністів та українофобів Турбіних. В романі адресою проживання родини вказана адреса проживання родини Булгакова — Андріївський узвіз, 13. Ті речі в експозиції музею, що начебто належали вигаданій родині Турбіних та описані в романі «Біла гвардія», мають білий колір. Вони поєднуються з речами, що дійсно належали Булгакову або його родичам.

## Діяльність
Колектив музею отримав перший грант на проєкт «Чаювання на булгаковській веранді» завдяки рекламі музею на радіо. Завдяки рекламі музею отримує гроші від спонсорів.
Щомісяця 13 числа в музеї проходить журфікс — музичний вечір класичної музики.
В музеї принаймні три роки проходили літературно-музичні вечори в рамках проєкту «Вхід з веранди». Засновницею і кураторкою цього проєкту є далека родичка Листовничого Олена Малишевська.

### Розклад роботи
Середа, четвер, п'ятниця, субота, неділя з 12 до 18. Каса до 17:15.
Вихідний — понеділок та вівторок.

## Пам'ятник й дошка

Пам'ятник Булгакову у Києві

- 19 жовтня 2007 року поруч з будівлею музею відкрили пам'ятник Михайлу Булгакову. Автори — скульптор Микола Рапай, архітектор В'ячеслав Дормідонтов[3].
- У травні 2023 року на стіні музею було встановлено нову меморіальну дошку на честь Булгакова[4].